# Helicia albiflora
Helicia albiflora är en tvåhjärtbladig växtart som beskrevs av Herman Otto Sleumer. Helicia albiflora ingår i släktet Helicia och familjen Proteaceae. Inga underarter finns listade i Catalogue of Life.